# سان مارتین د منتالبان
سان مارتین د منتالبان (به اسپانیایی: San Martín de Montalbán) یک شهرستان در اسپانیا است که در استان تولدو واقع شده‌است.

## خصوصیات
سان مارتین د منتالبان ۱۳۵ کیلومترمربع مساحت و ۷۴۸ نفر جمعیت دارد و ۶۵۹ متر بالاتر از سطح دریا واقع شده‌است.